# Salerno
Salerno er en italiensk by og kommune i regionen Campania. Byen har 127.186(2023)indbyggere og er hovedby i Salerno-provinsen. Den ligger ved Salernobugten ud mod Det Tyrrhenske Hav.